# 塩飽玉男
塩飽 玉男 （しわく たまお、1906年5月12日 – 1990年12月15日）は日本の陸上競技選手。専門は長距離走・マラソン。1936年ベルリンオリンピックに日本代表選手としてマラソンに出場した。

## 来歴
香川県坂出市出身。
当時大規模な入浜式塩田を擁していた坂出周辺では、「浜子」と呼ばれる塩田労働者が塩田内で仕事として終日走る生活を送っていた。1919年にはマラソンへの関心に火がつき、地元出身で1920年アントワープオリンピック陸上競技代表選手となった大浦留市（東京高等師範学校）が、帰国後に郷里で開かれたロードレースで2人が自分より上位に入ったことを評価・激励したこともそれを後押しした。1928年アムステルダムオリンピックのマラソンに「浜子」出身の山田兼松が4位入賞を果たし、それを追う形で楠好蔵や塩飽も陸上競技に進んだ。
塩飽は1929年11月の第5回明治神宮競技大会の10000mに優勝する。
1931年11月3日の第6回明治神宮競技大会のマラソン（第18回日本陸上競技選手権大会のマラソンを兼ねる）に2時間34分04秒4のタイムで優勝した。これは当時、公認コースでの日本最高記録だった。
1932年5月25日の1932年ロサンゼルスオリンピックマラソン最終予選会（明治神宮外苑競技場 - 六郷橋折り返し）に出場したが、復路の京浜蒲田駅踏切付近で腹痛により途中棄権した。
1935年4月3日のオリンピック候補選手によるマラソン代表候補挑戦競技会マラソン（明治神宮外苑競技場 - 六郷橋折り返し）では、世界最高記録を樹立した池中康雄（東洋大学）に次いで記録は2位（2時間31分45秒）であった（このときは、塩飽ら坂出出身者が時間を間違えて競技場に来たため、スタート時間を分けて実施された）。同年11月3日の第11回明治神宮競技大会マラソンでは、やはり世界最高記録を樹立した孫基禎に次ぐ2位（2時間31分21秒、同じ坂出青年会の中村新市と同タイムで中村が3位）に入る。これにより、翌年のベルリンオリンピック候補選手となる。
1936年5月21日のオリンピック選考の最終予選会はスローペースのレース展開となる。レース結果は朝鮮半島出身の南昇竜と孫基禎が1位と2位、日本大学の鈴木房重が3位を占め、塩飽は4位だった。マラソンの代表枠は3人だが、このときはトップの成績でも2時間35分を超える低調な結果だったため4位までを代表とし、最終的にレースに出場する選手はベルリンの現地で予選を実施して決定するとされ、代表に選出される。
マラソン代表4人は6月1日に東京駅を出発し、朝鮮半島・満州・シベリア鉄道経由で約16日をかけてベルリンに到着した。現地でのトレーニングののち、7月22日に実施された現地予選（30km）では2位に入りマラソン代表となった（鈴木は途中棄権）。ただし、このとき塩飽は途中でコースから外れて近道を通り、それを目撃した南昇竜（3位）からゴール後に殴られて謝ったとされる。また、現地予選に先立って日本選手団幹部は7月13日にヘルシンキで会議を開き、マラソンのエントリーを孫・南・塩飽の3人に決定していた。
塩飽は当時マラソン代表では最年長の30歳で所帯も持つ身であったが、単身で2ヶ月以上の遠征となり、その間マラソンコーチの佐藤秀三郎は何度となく歓楽街に誘ったものの、生真面目な塩飽は言葉も通じない外国の街に出ようとしなかったという。また現地では足にマメを作り、その治療に追われることにもなった。結局8月9日のオリンピック本番ではそのマメの痛みに耐えきれず、30km付近で途中棄権となった。この点について佐藤秀三郎は戦後の取材に対し、マメで十分な練習ができなかったところに現地のうまい料理を食べて体重が増えてしまったことを失敗の原因として挙げ、また「首にナワをつけてでも」歓楽街に連れて行った方がよかったと述べている。
ベルリンオリンピック後は、1940年東京オリンピックを目指してトレーニングを再開する。しかし、塩田は不況に見舞われ、有力選手が相次いで県外の企業などに転出する中、塩飽は坂出に残り、トレーナーの山田兼松の指導を受けていた。塩飽自身の戦後の述懐では、日華事変で「仲間の選手たちがどんどん招集されるようになって」自身も練習を取りやめたという。1939年8月に「丸亀連隊」に招集され、部隊とともに満州に渡ってからは伝令・斥候を多く命じられたと述べている。
78歳当時は坂出市内に在住して、取材に応じたことが記録されている。
1990年12月15日、出身地の坂出市で死去した。
出身地に近い丸亀市で開催される丸亀ハーフマラソンでは、特別表彰として「塩飽玉男章」が（「山田兼松章」「大浦留市章」とともに）制定されている。